# François Aquin
Pour les articles homonymes, voir Aquin.
François Aquin est un homme politique québécois né le 6 mars 1929 à Montréal et mort le 23 novembre 2017 à Laval.
Il participa à la fondation du Mouvement Souveraineté-Association en 1968, lequel devint le Parti québécois.

## Biographie
Admis au Barreau du Québec en 1956, François Aquin fut ensuite président des jeunes du PLQ de 1959 à 1963. Il est le premier député indépendantiste québécois au provincial (et deuxième député indépendantiste québécois tout court après Gilles Grégoire au fédéral), François Aquin était un libéral qui quitta le parti le 28 juillet 1967, étant opposé au point de vue défavorable adopté par son chef Jean Lesage face au Vive le Québec libre ! prononcé par le général de Gaulle. Aquin ajouta après:

« Par-delà des querelles de mots d’interprétation, de protocole, je veux voir dans les propos du général de Gaulle un appel à la dignité du peuple québécois et au droit qui est le sien de s’auto déterminer. »

Dans l'orbite du RIN et au côté de Pierre Bourgault, il adopte des positions plutôt radicales telles que restreindre l'assistance sociale aux familles immigrantes qui n'enverraient pas leurs enfants dans une école francophone - orientations que René Lévesque qualifia d'injustice comme réponse à une autre injustice. Aussi, lors du congrès fondateur du Mouvement Souveraineté-Association en novembre 1967, il représentait la mouvance nationaliste de gauche mais fut défait au profit de Lévesque sur la question de l'unilinguisme au sein du mouvement. Il démissionna de son poste de député le 20 novembre 1968 et retourna à la pratique du droit et de l'enseignement en plus d'assumer divers rôles de conseiller auprès de l'appareil juridique.

### Famille
François Aquin est de plus un cousin d'Hubert Aquin.